# IC 4933
IC 4933 је спирална галаксија у сазвјежђу Телескоп која се налази на листи објеката дубоког неба у Индекс каталогу.
Деклинација објекта је - 54° 58' 48" а ректасцензија 20h 3m 28,8s. Привидна величина (магнитуда) објекта IC 4933 износи 12,2 а фотографска магнитуда 13,0. Налази се на удаљености од 75,777 милиона парсека од Сунца. IC 4933 је још познат и под ознакама ESO 185-55, FAIR 338, AM 1959-550, IRAS 19595-5507, PGC 64042.